# Словачка на Светском првенству у атлетици у дворани 2010.
Словачка је учествовала на Светском првенству у атлетици у дворани 2010.  одржаном у Дохиу од 12. до 11. марта. У десетом учешћу на светским првенствима у дворани, репрезентацију Словачке представљало је двоје атлетичара, која се такмичили у троскоку.
Словачка није освојила ниједну медаљу, нити је оборен неки рекорд.

## Учесници
| Мушкарци: - Дмитриј Валукевич — Троскок | Жене: - Дана Велдјакова — Троскок |  |

## Резултати

### Мушкарци
| Атлетичар         | Дисциплина | Лични рекорд | Квалификација | Квалификација | Финале   | Финале | Детаљи |
| Атлетичар         | Дисциплина | Лични рекорд | Резултат      | Место         | Резултат | Место  | Детаљи |
| ----------------- | ---------- | ------------ | ------------- | ------------- | -------- | ------ | ------ |
| Дмитриј Валукевич | троскок    | 17,19 НР     | 16,55         | 8. кв         | 16.72    | 7 / 19 |        |

### Жене
| Атлетичарка     | Дисциплина | Лични рекорд | Квалификација | Квалификација | Финале   | Финале | Детаљи |
| Атлетичарка     | Дисциплина | Лични рекорд | Резултат      | Место         | Резултат | Место  | Детаљи |
| --------------- | ---------- | ------------ | ------------- | ------------- | -------- | ------ | ------ |
| Дана Велдјакова | троскок    | 14,40 НР     | 14,25         | 3. КВ         | 14,18    | 6 / 19 |        |